# Ivan Illich
Iván Illich (Viena, 4 de setembre de 1926 - Bremen, 2 de desembre de 2002) va ser un filòsof, teòleg i prevere austríac i nord-americà.Va escriure una sèrie d'obres de crítica cultural de les institucions modernes. La seva obra s'inscriu dins dels corrents antiindustrials. Va ser un visionari que va exposar problemes de la societat que romanen actuals: el sobreconsum, l'explotació de recursos naturals la medicalització, l'escola l'energia, el treball que aliena…. A mitjan dels anys 70 del segle xx troba que cap de les instituciones o aparells contribuïa a la convivialitat humana i les necessitats reals de l'humanitat.
La seva obra va inspirar mant moviment social i ecologic.

## Biografia
Iván Illich va néixer en 1926 a Viena (Àustria), en una família amb antecedents jueus, dálmatas i catòlics. En néixer, els metges li van desnonar, però malgrat aquests pronòstics adversos el nounat iniciaria la seva vida de viatger perquè aquest mateix any viatjava a Dalmacia, part del llavors Regne de Iugoslàvia, a rebre la benedicció que el seu avi tenia reservada per al primogènit del seu fill.

### Estudis
Entre 1936 i 1941 va viure principalment a Viena amb el seu avi matern; era considerat llavors com mig jueu. El 1941 va haver de fugir cap a Itàlia perquè ja se'l considerava simplement jueu i s'havia produït l'ànnexió d'Àustria a Alemanya. Va estudiar histologia i es va graduar amb honors en cristal·lografia en la Universitat de Florència.
Entre 1942 i 1946 va estudiar i es va graduar amb els més alts honors en teologia i filosofia en la Universitat Pontifícia Gregoriana de Roma. Va ser ordenat sacerdot, i no va acceptar un oferiment de treball com a diplomàtic de la Santa Seu, sinó que va preferir treballar com a rector assistent a Nova York. Francis Spellman, llavors Arquebisbe de Nova York li assigna la parròquia de Incarnation a Washington Heights un barri de Manhattan llavors majoritàriament porto-riqueny.

### Mèxic
El 1956 va ser nomenat vicerector de la Universitat Catòlica de Puerto Rico i el 1966 va fundar el Centre Intercultural de Documentació (CIDOC) a Cuernavaca a l'estat de Mèxic, un centre de recerca que impartia cursos de llengua i cultura hispanoamericana als missioners nord-americans.
Amb quaranta-i-tres anys es va secularitzar i tornar a l'estat laic el 1969.
Després de deu anys de labor, les publicacions i idees emanades del CIDOC li van enfrontar amb la Santa Seu i el propi govern mexicà del llavors president Luis Echeverría Álvarez. El 1976, exactament deu anys després de la seva fundació, el centre es va tancar amb el consentiment dels que hi treballaven i amb l'acord per a distribuir equitativament el producte de la liquidació. Alguns dels professors van establir escoles de llengües a Cuernavaca, i van iniciar així a un important fenomen econòmic i cultural que hi encara subsisteix.

### Viatges
A partir dels anys 80, Illich va viatjar intensament, i va repartir el seu temps entre els Estats Units d'Amèrica, Mèxic i Alemanya. Va fer una estada com a professor visitant de filosofia i de «Ciència, tecnologia i societat» a la Universitat Estatal de Pennsilvània (EUA), i va impartir seminaris i trobades en la Universitat de Bremen (Alemanya).

### Salut i defunció
Durant els últims vint anys de la seva vida va sofrir un procés cancerigen de tumors en la cara que, en congruència amb la seva crítica a la medicina institucionalitzada, es va negar a tractar amb mètodes "professionals". Va practicar en canvi tècniques terapèutiques de meditació i ioga. Els últims anys va fumar opi, com a analgèsic, per a mitigar el tremend dolor causat pel tumor. En una fase inicial de diagnòstic li van donar una esperança de vida de tot just alguns mesos, però va arribar a sobreviure gairebé vint anys més, fent-se càrrec ell mateix de la seva malaltia, en una relació de serè i estoic cristianisme.

## Centre Intercultural de Documentació (CIDOC)
El Centre Intercultural de Documentació (CIDOC) es va fundar en col·laboració amb Valentina Borremans, Fedora Stancioff i Gerry Morris, com a resultat de les discussions entre Illich i Everett Reimer a partir de 1966. Inicialment el CIDOC exercia com un centre d'ensenyament d'espanyol que gradualment es va convertir en un espai de reflexió i crítica en el qual es van reunir grans pensadors com Paul Goodman, Erich Fromm, Peter Berger, Paulo Freire i Sergio Méndez Arceo, entre d'altres.

## La societat desescolaritzada
Iván Illich assegurava que abans de 1958 mai havia dubtat del valor de fer obligatòria per a tots l'educació; no obstant això, va ser en aquest mateix any quan, en conèixer a Everett Reimer i després d'una sèrie de debats, es van adonar que "[…] per a la majoria dels éssers humans, el dret a aprendre es veu restringit per l'obligació d'assistir a l'escola".
La societat desescolaritzada (1971) és una crítica a l'educació tal com es duu a terme en les economies "modernes", perquè considera que l'educació tal com es viu en elles es redueix al consumisme, forçant als aprenents a cursar un currículum obligatori. D'igual manera, afirma que el sistema escolar viu en la il·lusió que "la majoria del que s'aprèn és resultat de l'ensenyament". No obstant això, igual que Marshall McLuhan, sosté que, en la seva majoria, els aprenentatges s'obtenen de manera casual i principalment fora de l'escola, fins i tot posa com a exemple l'aprenentatge de llengües: "La majoria de les persones que aprenen bé una altra llengua, ho aconsegueixen a causa de circumstàncies especials i no d'un aprenentatge seqüencial"; per tant, confirma que "si les escoles són el lloc equivocat per a aprendre una habilitat, són el lloc encara més equivocat per a obtenir educació".
Ple d'observacions crítiques sobre els plans d'estudis del seu temps, el llibre pot semblar desfasat, però les seves afirmacions i propostes bàsiques continuen sent tan radicals avui com ho van ser en el seu moment.
A través d'exemples reals sobre la naturalesa ineficaç de l'educació escolaritzada com l'anterior, Illich es mostrava favorable a l'autoaprenentatge, recolzat en relacions socials lliurement intencionades en trobades i converses fluides i informals:
| « | L'educació universal per als mitjans educatius no és real. No hi ha més sèries de fets si la intenció és la meitat dels canvis que s'han afegit a les actuals escoles. Tinc noves actituds envers els meus mestres amb els seus alumnes, no proliferen les seves herramientas i la meva salut física i mental (en primer lloc o al dormitori), no tinc, per fi, la intenció de desenvolupar la resposta pedagògica que ha entrat. tota la pantalla de vídeo D'aquests alumnes, hi ha resultats per a l'educació universal. La búsqueda actual de nuevos embudos educativos ha revertido hacia la búsqueda de la seva antípoda institucional: trames educacionals que aumenten la portunitat per a cada qual transformació de la seva vida en un moment de presa, de compartir, d'interessar-se. Confiem i estar aportant conceptes necessaris per a aquells que realitzen contes investigacions a grans rasgos sobre l'educació -- i asimisme per a aquells que busquen alternatives per a altres industries de serveis establerts. | » |

## La convivencialitat
Si en La societat desescolaritzada (1971) centra la seva crítica a la reducció de l'aprenent com a mer consumidor, en La convivencialitat (1973) expandeix la seva anàlisi dels problemes que genera el que ell denomina el monopoli de la manera de producció industrial. En la societat industrialitzada, l'eina es torna contra l'home, posant a aquest al servei d'aquella. En contraposició, proposa la proliferació d'eines justes que es posin al servei de l'home en col·lectivitat. Aquestes eines han de complir tres exigències:
- Han de ser eficients sense avassallar l'autonomia personal.
- No han de suscitar amos ni esclaus.
- Han d'expandir el radi d'acció personal.

L'ús d'aquesta mena d'eines faria possible, per a Illich, el pas a una societat de tipus convivencial:
“Dic societat convivencial a aquella en què l'eina moderna està al servei de la persona integrada a la col·lectivitat i no al servei d'un cos d'especialistes. Convivencial és la societat en la qual l'home controla l'eina”.
El desenvolupament d'eines convivencials aniria de la mà d'una creixent desprofesionalización de la societat. En l'àmbit de la medicina, implicaria democratitzar els coneixements i els usos de la ciència mèdica perquè puguin incrementar els nivells d'autonomia de l'individu i la comunitat, disminuint la dependència dels especialistes mèdics. En el sistema de transports, proposa l'abandó de l'imperatiu de la velocitat, de la figura passiva del “usuari” de transport (que porta amb si la configuració d'una ciutat centrant-se en l'automòbil i no en les persones) i de la consegüent producció massiva d'automòbils i de la velocitat com a indicadors de desenvolupament (que té com a figura activa a l'enginyer que planifica la ciutat veloç). En Energia i equitat (1974), aprofundirà aquest punt en el que és  un tractat polític en favor de l'ús de la bicicleta. Finalment, en l'àmbit de la construcció apunta contra la figura de l'arquitecte que porta amb si l'establiment de codis d'urbanisme que, en prescriure el com de la construcció d'habitatges, acaben per produir que molt poques persones puguin tenir un habitatge, i qui en tingui no pugui «sentir-se a casa» perquè no va participar en cap moment en  la construcció.
Si bé pot llegir-se l'obra de Illich com un tractat normatiu, ell aclareix que el que intenta és crear una guia per a actuar, definint indicadors «que fan picades d'ullet cada vegada que l'eina manipula a l'home».

## Obres
En català
- Ivan Illich, textos escollits, traduit per Míriam Gregori i Àlvar Valls ISBN 978-8475028224
- Desescolaritzar la societat. ISBN 978-3982365329

En castellà
- La sociedad desescolarizada (1971) ISBN 968-27-0490-1
- La convivencialidad (1973) (edició en línia)
- Energía y equidad (1974) ISBN 968-433-011-1
- Alternativas (1974) |ISBN 968-27-0319-0
- Juicio a la escuela (1975)
- Némesis médica. La expropiación de la salud (1976). Editorial Irrecuperables, 2020
- Educación sin escuelas (1976) ISBN 84-297-1244-5
- La escuela y la represión de nuestros hijos (1979), ISBN 978-84-7020-141-7
- Para Schumacher (1981) ISBN 978-84-7214-223-7
- El género vernáculo (1982) ISBN 968-27-0379-4
- Ecofilosofías (1984) ISBN 978-84-85351-47-3
- El H2O y las aguas del olvido (1985) ISBN 968-27-0535-5
- En el viñedo del texto. Etología de la lectura: un comentario al Didascalicón de Hugo de San Víctor (1993) ISBN 968-16-6531-7 (Fondo de Cultura Económica)
- El derecho al desempleo útil y sus enemigos profesionales (2015). ISBN 978-84-942496-7-9
- Obras completas Volumen I. Fondo de Cultura Económica, 2006 (edició en línia)
- Obras completas Volumen II. Fondo de Cultura Económica, 2008 (edició en línia)

En anglès
- Deschooling Society (1971)
- Tools for Conviviality (1973)
- Energy and Equity (1974)
- Medical Nemesis (1976)
- Toward a History of Needs (1978)
- Shadow Work (1981)]
- Gender (1982)
- H₂O and the Waters of Forgetfulness (1985)
- ABC: The Alphabetization of the Popular Mind (1988)
- In the Mirror of the Past (1992)
- In the Vineyard of the Text: A Commentary to Hugh's Didascalicon (1993) ISBN 0-226-37235-9
- Ivan Illich in Conversation interviews with Cayley, David. (1992)(Toronto: Anansi Press).
- The Rivers North of the Future - The Testament of Ivan Illich as told to David Cayley (2005) ISBN 0-88784-714-5 (Toronto: Anansi Press)
- Corruption of Christianity Illich, Ivan (author); Cayley, David (editor) (2000) ISBN 0-660-18099-5
- The Right to Useful Unemployment and its Professional Enemies (1978) ISBN 0-7145-2628-2